# Max Diephold
Max Diephold (Amberg, Alemanha, 1 de fevereiro de 1921 - 18 de agosto de 2001, Amberg) foi um piloto alemão da Luftwaffe durante a Segunda Guerra Mundial. Voou cerca de 500 missões de combate, nas quais destruiu 87 tanques inimigos.